# Pietrele Dropa
Pietrele Dropa (cunoscute și ca Pietrele Dzopa, Pietrele Dropas sau Pietrele Drop-ka) sunt o serie de 716 discuri circulare, care sunt mai vechi de 12.000 de ani, pe care sunt și niște hieroglife mici. Fiecare disc are aproximativ 30 de centimetri în diametru, având o gaură în mijloc, fiind dublu spiralate.. Nu există nicio înregistrare în vreun muzeu din lume, motiv pentru care unii le consideră ca fiind o farsă.

## Tsum Um Nui
Pentru 20 de ani, s-a declarat că pietrele umanoizilor Dropa au fost puse într-un depozit, înainte să îi fie date lui Tsum Um Nui (scris cu caractere chinezești: 楚 聞 明) pentru un studiu în 1958. El a ajuns la concluzia că șanțurile de pe discuri sunt de fapt niște hieroglife foarte mici, ele putând să fie văzute doar cu o lupă, și scrise cu un sistem de scriere care nu a mai fost întâlnit nicăieri altundeva. În 1962, Tsum Um Nui a descifrat micile hieroglife de pe ele, care uluitor spun povestea unei nave spațiale care s-a prăbușit în zona peșterilor din regiunea Munților Bayan Har, nava conținând mici ființe umanoide numite Dropa, uneori și „oamenii Dropa”. Umanoizii Dropa nu au putut să-și repare nava și nu au reușit să se adapteze foarte bine la condițiile de pe Pământ. De-a lungul timpului, umanoizii Dropa erau din ce în ce mai puțini, ei fiind vânați de oamenii primitivi sau animale sălbatice, sau fiind răpuși de boli necunoscute cauzate de faptul că ei nu erau adaptați prea bine Pământului. Tsum Um Nui a notat o hieroglifă care spunea aparent: „Dropa au venit jos din nori în navele lor. Femeile noastre, bărbații și copii noștri s-au ascuns în peșteri de 10 ori înainte de răsăritul soarelui. Când în sfârșit am înțeles semnele limbii ființelor Dropa, ne-am dat seama că noi-veniții aveau intenții bune și pacifiste”.
Tsum Um Nui și-a publicat descoperirile sale în 1962 într-un jurnal profesional, ulterior fiind ridiculizat. Se crede că la scurt timp după aceea, el a plecat în Japonia într-un exil autoimpus, unde a murit la nu mult timp de la publicarea lucrării sale.

## Examinarea rusă
Cercetătorii ruși au solicitat să le fie date temporar discurile ca să le studieze, așa că mai multe discuri au fost expediate la Moscova. Odată ajunse acolo, au fost supuse unor analize chimice care au scos la iveală faptul că discurile au un conținut mare de metal (40% cobalt și 8% aluminiu), discurile fiind mai vechi de 12.000 de ani. După cum s-a scris și în revista sovietică Sputnik, Doctorul Vyatcheslav Saizev descrie un experiment unde discurile au fost la „vibrații“, în acel moment, discurile emițând un ritm neobișnuit, ca și cum o sarcină electrică ar trece printr-unul dintre ele.

## Ernst Wegerer
Se presupune, că Ernst Wegerer a fost un inginer austriac care în 1974 a vizitat Muzeul Banpo din Xi'an, în provincia chineză Shaanxi, unde el a văzut 2 pietre dropa. Se spune că atunci când a întrebat despre discuri, proprietarul nu a putut să-i spună nimic, dar i-a permis să ia unul în mână și să-l pozeze. Ernst spune că hieroglifele nu pot să fie văzute în pozele sale din cauza blițului camerei sale și din cauză că ele erau deteriorate. În 1994, proprietarul discurilor a dispărut din muzeu.

## Publicații
O referire la Dropa (ființe extraterestre) și Pietrele Dropa s-a făcută într-un număr al revistei germane Das vegetarische Universum din luna iulie a anului 1962.
Ele sunt menționate în cartea din 1978 Sungods in Exile de David Agamon (numele real David A. Gamon). Această carte este scrisă ca și cum ar fi un documentar despre o expediție din 1947 cu omul de știință Karyl Robin-Evans. Urmează presupusele sale călătorii în regiunea retrasă a lanțului muntos Bayan Har, unde găsește oameni pitici numiți Dropa. Potrivit cărții sale, populația Dropa era formată din câteva sute de membri, toți având o înălțime de aproximativ 1,2 m. Se presupune că Robin-Evans a trăit printre Dropa timp de o jumătate de an și în acea perioadă le-a învățat limba și istoria și, de asemenea, a fecundat una dintre femeile Dropa. I s-a spus că s-au prăbușit acolo cu mult timp în urmă și că strămoșul lor venise de pe o planetă din constelația Sirius. Gamon a dezvăluit mai târziu în publicația britanică Fortean Times că Sungods in Exile a fost „farsa sa preferată” și o satiră.
În Japonia, au fost menționate în 1996, când a fost lansată o versiune tradusă a lui Hartwig Hausdorf și Peter Krassa „Satelliten der Götter” („Sateliții zeilor”).

## Controverse

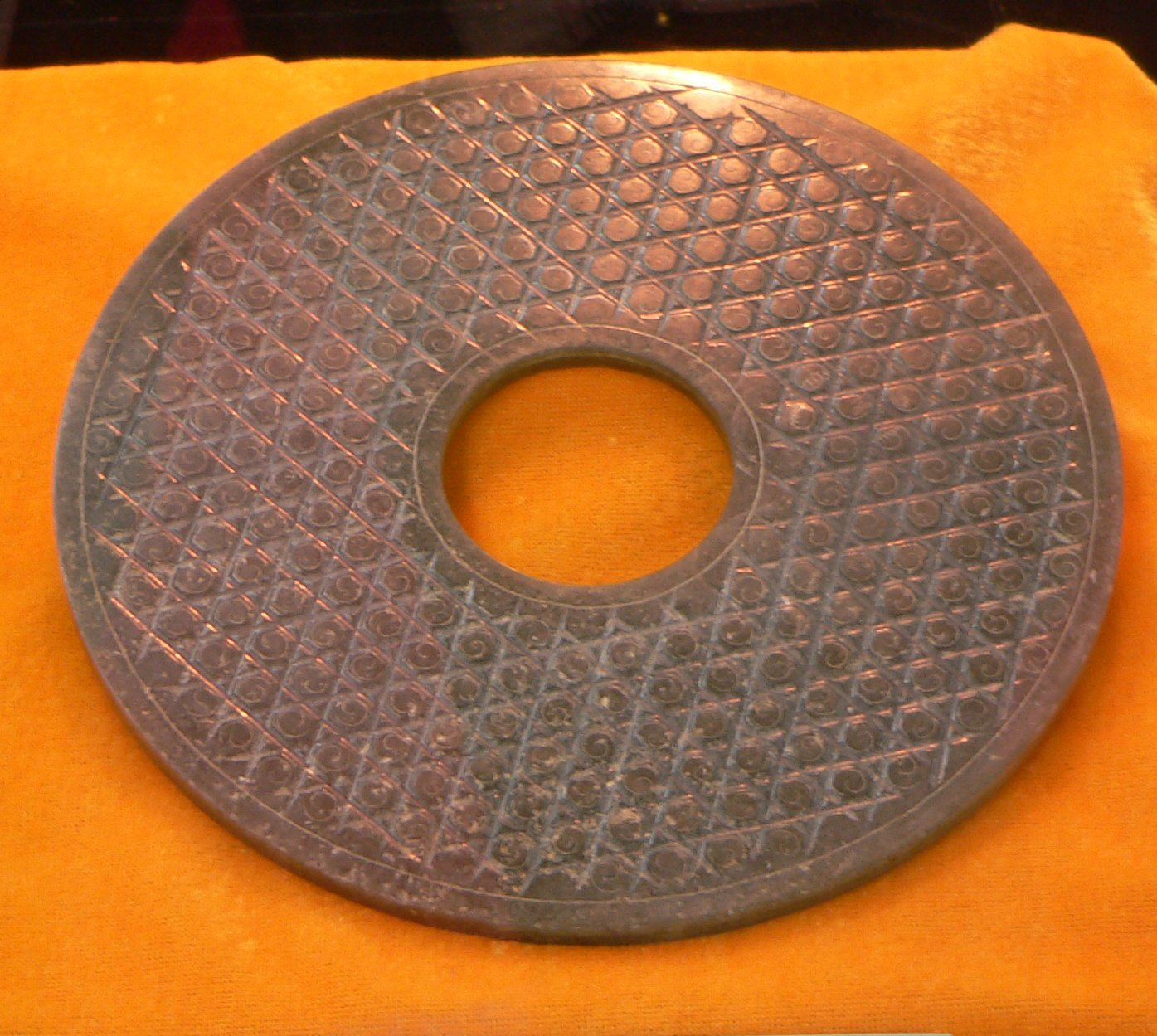
Un „bi” al Dinastiei Han care are 16 centimetri în diametru.

A fost confirmat că „Tsum Um Nui” nu este un nume chinez. Nu sunt menționări referitoare ale lui în China în afară de legătura dintre el și Pietrele Dropa. Conform amatorului dropa Hartwig Hausdorf, Tsum Un Nui este un „fost nume japonez, dar adaptat limbii chineze”. Nici nu sunt vreun fel de menționări despre expediții din 1938 a lui Chi Pu Tei.
Din fotografiile lui Wegerer lipsesc dovezi concrete ale hieroglifelor, dar prezintă similitudini cu discurile bì. Bì sunt discuri rotunde din jad cu găuri în centru. Când sunt îngropate în pământ, mineralele le schimbă pentru a fi multicolore. Bì au fost datate în anul 3000 î.Hr. și au fost comune în ceea ce este acum provincia Shaanxi. Unele bì sunt decorate cu caneluri paralele și alte marcaje.